# メカニカル・アニマルズ
メカニカル・アニマルズ（Mechanical Animals）は、1998年9月15日にリリースされたマリリン・マンソンのアルバム、およびその中の収録曲。
後に前作アンチクライスト・スーパースター(ANTICHRIST SUPERSTAR(1996))、次作HOLY WOOD(IN THE SHADOW OF THE VALLEY OF DEATH)(2000)と続く3部作の第2作目。

## 概要
本作は、1996年にリリースされ、その暴力的メタルサウンドでマリリン・マンソンを特徴付けた前作「ANTICHRIST SUPERSTAR」とはうってかわってその音楽性は豹変した。
激しくけばったメタルサウンドはなりを潜め、ロックを基調としてかなり打ち込みも増え、メロディラインもポップなそのサウンドはポップロックそのもので一般受けもよく、全米初登場1位と商業的にも成功すると同時に、マリリン・マンソンの音楽的な幅の広さが窺える。
この作品の発表によってマンソンの「同じアルバムは2度作らない」という製作方針がはっきり示され、以降もマリリン・マンソンのアルバムは作品によって音楽性をどんどん変えている。

## 収録曲
1. Great Big White World
2. The Dope Show - ベストアルバムにも収録されたマリリンマンソン史上最も売れたシングル曲。
3. Mechanical Animals
4. Rock Is Dead - ベストアルバムにも収録されたシングル曲。1999年の映画『マトリックス』のエンディング曲としても使用された。
5. Disassociative
6. Speed of Pain
7. Posthuman
8. I Want to Disappear
9. I Don't Like the Drugs (But the Drugs Like Me)
10. New Model No. 15
11. User Friendly
12. Fundamentally Loathsome
13. Last Day on Earth
14. Coma White - ベストアルバムにも日本盤ボーナストラックとして収録された。